# Чевал (Флорида)
Чевал (англ. Cheval) — статистически обособленная местность, расположенная в округе Хилсборо (штат Флорида, США) с населением в 7602 человека по статистическим данным переписи 2000 года.

## География
По данным Бюро переписи населения США статистически обособленная местность Чевал имеет общую площадь в 17,87 квадратных километров, из которых 17,35 кв. километров занимает земля и 0,52 кв. километров — вода. Площадь водных ресурсов округа составляет 2,91 % от всей его площади.
Статистически обособленная местность Чевал расположена на высоте 18 м над уровнем моря.

## Демография
По данным переписи населения 2000 года в Чевалe проживало 7602 человека, 2047 семей, насчитывалось 3407 домашних хозяйств и 3659 жилых домов. Средняя плотность населения составляла около 425,41 человека на один квадратный километр. Расовый состав населённого пункта распределился следующим образом: 85,86 % белых, 4,63 % — чёрных или афроамериканцев, 0,18 % — коренных американцев, 5,01 % — азиатов, 0,16 % — выходцев с тихоокеанских островов, 2,04 % — представителей смешанных рас, 2,12 % — других народностей. Испаноговорящие составили 13,02 % от всех жителей статистически обособленной местности.
Из 3407 домашних хозяйств в 30,5 % воспитывали детей в возрасте до 18 лет, 47,8 % представляли собой совместно проживающие супружеские пары, в 8,9 % семей женщины проживали без мужей, 39,9 % не имели семей. 32,9 % от общего числа семей на момент переписи жили самостоятельно, при этом 6,3 % составили одинокие пожилые люди в возрасте 65 лет и старше. Средний размер домашнего хозяйства составил 2,23 человек, а средний размер семьи — 2,88 человек.
Население статистически обособленной местности по возрастному диапазону по данным переписи 2000 года распределилось следующим образом: 23,2 % — жители младше 18 лет, 7,5 % — между 18 и 24 годами, 37,5 % — от 25 до 44 лет, 23,9 % — от 45 до 64 лет и 7,9 % — в возрасте 65 лет и старше. Средний возраст жителей составил 36 лет. На каждые 100 женщин в Чевалe приходилось 95,3 мужчин, при этом на каждые сто женщин 18 лет и старше приходилось 91,7 мужчин также старше 18 лет.
Средний доход на одно домашнее хозяйство статистически обособленной местности составил 46 888 долларов США, а средний доход на одну семью — 65 960 долларов. При этом мужчины имели средний доход в 45 551 доллар США в год против 29 161 доллар среднегодового дохода у женщин. Доход на душу населения статистически обособленной местности составил 46 888 долларов в год. 2,5 % от всего числа семей в населённом пункте и 4,9 % от всей численности населения находилось на момент переписи населения за чертой бедности, при этом 6,2 % из них были моложе 18 лет и 2,2 % — в возрасте 65 лет и старше.